# Y punto
Y punto è il primo album in studio del gruppo rock argentino Bersuit Vergarabat, pubblicato nel 1992.

## Tracce
1. El tiempo no para
2. La papita
3. Diez mil
4. Tuyu
5. Homenaje a los locos del borda
6. Venganza de los muertos pobres (Afro)
7. Hociquito de ratón
8. La logia (lambo-lambo)
9. Como nada puedo hacer
10. Sistema al mejor postor